# Wiktorija Turks
Wiktorija Wiktoriwna Turks (ukr. Вікторія Вікторівна Туркс, ur. 3 stycznia 1995) – ukraińska judoczka. Olimpijka z Rio de Janeiro 2016, gdzie zajęła dziewiąte miejsce w wadze półciężkiej.
Siódma na mistrzostwach świata w 2013; uczestniczka zawodów w 2014 i 2015. Startowała w Pucharze Świata w latach 2007-2014. Siódma na mistrzostwach Europy w 2013, a także na igrzyskach europejskich w 2015. Wygrała uniwersjadę w 2011 roku.

## Letnie Igrzyska Olimpijskie 2016
| Konkurencja | Eliminacje               | Klas. końcowa |
| Konkurencja | Przeciwnik I             | Miejsce       |
| ----------- | ------------------------ | ------------- |
| 78 kg       | Anamari Velenšek (SLO) P | 9.            |